# 케이웨이
K-WAY(까웨)는 1965년 프랑스 파리에서 탄생한 세계 최초 완전 방수 바람막이 브랜드이다.

## 설립
1965년 비가 오는 어느날, 
프랑스 파리 출신 Leon-Claude Duhamel은 젖은 옷을 입은 사람들을 주의깊게 관찰하다 우산 대신 입을 수 있는 옷을 개발하게 되었다. 이는 K-Way가 탄생하게 된 날이기도 하다.
작은 Hip bag으로 접을 수 있는 초경량 무게의 완전한 워터프루프 재킷을 탄생시킨 K-Way는 1965년 첫 해에만 250,000피스를 판매하는 기록을 세우며 프랑스에 빠른 속도로 알려지기 시작하였으며 
1970년 새 시즌 프리젠테이션(Presentation)과 함께 훌륭한 성과를 이루게 되었다.
이후 유명 브랜드와의 적극적인 협업을 통해 패셔너블(Fashioable)한 디자인(Design)의 제품 라인을 선보이기 시작하며 고급 어반 캐주얼 브랜드로 인지도를 넓혔다. 
케이웨이(까웨)는 현재 시대를 초월한 클래식한 스타일과 최첨단 원단의 조화로 끊임없이 성장하고 있으며 아동부터 성인까지 다양한 연령층의 남성, 여성에게 사랑받는 어반 캐주얼 브랜드이다
.
프랑스 사전 등재
K-WAY [keɪ wéi]
Marque de coupe-vent imperméable,rangeable dans une pochette banane  (포켓에 옷을 넣을 수 있으며, 그 것을 허리에 착용할 수 있는 윈드 브레이커)

## 참조
- K-WAY(까웨) 정규영 대표 - “불황에도 ‘진짜 옷’은 살아 숨쉬죠”.  한국섬유신문(2018.02.09)
- 김바다 "까웨 문화후원 프로젝트...록의 대중화 위해".  스포츠 조선(2017.12.14)
- K-WAY(까웨), 펜싱 스타 챔리 왓슨-피트니스 여신 신봉주 화보 공개 보관됨 2018-03-07 - 웨이백 머신. 이데일리(2017.11.21)
- 원조 아이돌 NRG 컴백, 기능성 제품 브랜드 ‘까웨’ 착용으로 화제.  전자신문(2017.11.06)
- ‘삼시세끼’ 전 채널 동시간대 1위 기염 토해, 더불어 이서진 바람막이도 관심.  데일리그리드(2017.10.16)